# Двайт (Іллінойс)
Двайт (англ. Dwight) — селище (англ. village) в США, в округах Ґранді і Лівінґстон штату Іллінойс. Населення — 4032 особи (2020).

## Географія
Двайт розташований за координатами 41°5′54″ пн. ш. 88°25′30″ зх. д. / 41.09833° пн. ш. 88.42500° зх. д. (41.098253, -88.424892).  За даними Бюро перепису населення США в 2010 році селище мало площу 8,36 км², з яких 8,33 км² — суходіл та 0,03 км² — водойми.

## Демографія
Згідно з переписом 2010 року, у селищі мешкало 4260 осіб у 1682 домогосподарствах у складі 1088 родин. Густота населення становила 510 осіб/км².  Було 1862 помешкання (223/км²).
Расовий склад населення:
| - 96,7 % — білих - 0,8 % — чорних або афроамериканців - 0,5 % — азіатів - 0,1 % — корінних американців - 1,0 % — осіб інших рас |

До двох чи більше рас належало 0,8 %. Частка іспаномовних становила 3,3 % від усіх жителів.
За віковим діапазоном населення розподілялося таким чином: 22,9 % — особи молодші 18 років, 61,8 % — особи у віці 18—64 років, 15,3 % — особи у віці 65 років та старші. Медіана віку мешканця становила 41,3 року. На 100 осіб жіночої статі у селищі припадало 96,0 чоловіків;  на 100 жінок у віці від 18 років та старших — 91,2 чоловіків також старших 18 років.
Середній дохід на одне домашнє господарство  становив 66 280 доларів США (медіана — 60 049), а середній дохід на одну сім'ю — 76 166 доларів (медіана — 63 822). Медіана доходів становила 59 688 доларів для чоловіків та 31 083 долари для жінок. За межею бідності перебувало 13,6 % осіб, у тому числі 12,8 % дітей у віці до 18 років та 6,5 % осіб у віці 65 років та старших.
Цивільне працевлаштоване населення становило 1891 осіб. Основні галузі зайнятості: освіта, охорона здоров'я та соціальна допомога — 22,5 %, виробництво — 21,9 %, роздрібна торгівля — 9,5 %, фінанси, страхування та нерухомість — 7,1 %.